# Вашингтон-Боро (Пенсільванія)
Вашингтон-Боро (англ. Washington Boro) — переписна місцевість (CDP) в США, в окрузі Ланкастер штату Пенсільванія. Населення — 721 особа (2020).

## Географія
Вашингтон-Боро розташований за координатами 40°0′24″ пн. ш. 76°28′8″ зх. д. / 40.00667° пн. ш. 76.46889° зх. д. (40.006719, -76.468895).  За даними Бюро перепису населення США в 2010 році переписна місцевість мала площу 5,00 км², з яких 4,99 км² — суходіл та 0,00 км² — водойми.

## Демографія
Згідно з переписом 2010 року, у переписній місцевості мешкало 729 осіб у 281 домогосподарстві у складі 209 родин. Густота населення становила 146 осіб/км².  Було 284 помешкання (57/км²).
Расовий склад населення:
| - 98,5 % — білих - 0,4 % — азіатів - 0,3 % — чорних або афроамериканців |

До двох чи більше рас належало 0,3 %. Частка іспаномовних становила 1,4 % від усіх жителів.
За віковим діапазоном населення розподілялося таким чином: 20,2 % — особи молодші 18 років, 67,3 % — особи у віці 18—64 років, 12,5 % — особи у віці 65 років та старші. Медіана віку мешканця становила 43,3 року. На 100 осіб жіночої статі у переписній місцевості припадало 100,3 чоловіків;  на 100 жінок у віці від 18 років та старших — 103,5 чоловіків також старших 18 років.
Середній дохід на одне домашнє господарство  становив 73 805 доларів США (медіана — 72 438), а середній дохід на одну сім'ю — 84 090 доларів (медіана — 76 944). За межею бідності перебувало 2,0 % осіб, у тому числі 0,0 % дітей у віці до 18 років та 6,3 % осіб у віці 65 років та старших.
Цивільне працевлаштоване населення становило 452 особи. Основні галузі зайнятості: освіта, охорона здоров'я та соціальна допомога — 34,1 %, роздрібна торгівля — 14,4 %, виробництво — 12,2 %, будівництво — 10,2 %.